# Ḫajaša

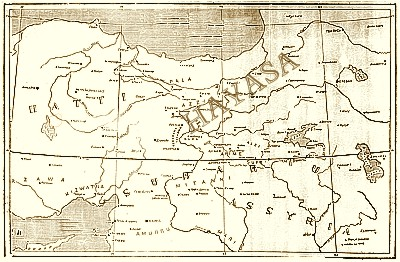
Lage von Hajaša

Ḫājaša (hethitisch: KUR URUḫa-a-ia-ša) war ein spätbronzezeitliches Land im nordöstlichen Kleinasien, das an das hethitische Reich grenzte. Manchmal findet sich auch die Bezeichnung Azzi-Ḫajaša oder Ḫajaša-Azzi, Azzi scheint jedoch eine Provinz von Ḫajaša gewesen zu sein.

## Lage
In dem schlecht erhaltenen Tatenbericht des Šuppiluliumaš I. wird Ḫajaša zwischen Irrite, „Ituwa“ (URUi-tu40-u wa[...], vermutlich Išuwa) und Karkamiš erwähnt (Fragment 41), was eine Lage am oberen Euphrat nördlich von Išuwa wahrscheinlich macht. Viele Autoren siedeln Ḫajaša im Gebiet von Erzurum oder Erzincan an. Yakar nimmt eine Lage im nordöstlichen Pontos an. Damit kontrollierte Ḫajaša die Handelswege zwischen dem Anatolischen Hochland und dem Tal des Araxes und dem Kaukasus. Claudia Sagona versucht Azzi in der Gegend von Erzurum zu lokalisieren.

## Geschichte
Aus der Autobiographie des hethitischen Großkönigs Ḫattušili III. (ca. 1266–1236 v. Chr.) ist bekannt, dass im 14. Jahrhundert v. Chr. Azzi einen Vorstoß in das Obere Land unternahm und die Stadt Šamuḫa einnahm, die in der Folge die Grenze zwischen Azzi und Ḫatti bildete. Dem hethitische Großkönig Tudḫalija II. gelang es Šamuḫa wieder zu erobern. Danach bildete die Stadt den Ausgangspunkt für weitere hethitische Feldzüge in den Norden. Der Kronprinz Šuppiluliuma (ca. 1380–1320 v. Chr.) begann einen Feldzug gegen Ḫajaša, musste sich unterdessen jedoch auch mit zwölf Stämmen der Kaška auseinandersetzen, wodurch es offenbar nicht zu dem geplanten Angriff kam. Tudḫalija II. unternahm einen weiteren Feldzug gegen Karanni (oder Lanni) von Ḫajaša, und es kam zu einer Schlacht unterhalb von Kummaḫa, die jedoch anscheinend nicht in einem hethitischen Sieg endete.
Šuppiluliuma I., inzwischen hethitischer Großkönig, schloss einen Vasallenvertrag mit Ḫuqqana von Ḫajaša, vielleicht in Vorbereitung für einen Feldzug gegen Mitanni. Nach der hethitischen Eroberung von Išuwa flohen die Truppen aus unterworfenen Ländern, die sich dort angesiedelt hatten, weiter nach Ḫajaša, was zu einem hethitischen Angriff führte. In dem Krieg von Šuppiluliuma gegen Mitanni unter Šuttarna II., dem Sohn des Artatama I. schlossen die Hethiter ein Bündnis mit Andaratli, einem Häuptling von Azzi. Aus dem Vasallenvertrag zwischen Šuppiluliuma, und Ḫuqqana von Ḫajaša (CTH 42) geht hervor, dass sich zur Zeit von Tudḫalija II. ein Häuptling von Ḫajaša namens Marija im Königspalast aufhielt (§27). Ḫajaša unterstand keinem König, sondern wurde von mehreren Häuptlingen regiert. Es ist daher unklar, ob dieser Marija im Auftrag von Karanni Verhandlungen durchführte, eine eigene Politik mit den Hethitern verfolgte oder gar ein politischer Flüchtling war. Marija sah jedoch eine Magd einer Palastdame an und wurde deshalb hingerichtet, was vermutlich den Beziehungen zu Ḫajaša nicht förderlich war.
Im sechsten Regierungsjahr von Muršili II. griff Annija, Sohn des Marija, ein Häuptling von Azzi Tankuwa an und brachte Vieh und Gefangene nach Ḫajaša. Er weigerte sich, sie wieder auszuliefern, worauf die Hethiter gegen Ḫajaša zu Felde zogen und die Festung Ura belagerten. Sie mussten sich jedoch schließlich auf Tegarama am Euphrat zurückziehen. In seinem zehnten Regierungsjahr zog Muršili II. selbst gegen Azzi. Die Armee von Ḫajaša zog sich in Festungen im Gebirge zurück, von wo sie bei Nacht Überfälle auf die Hethiter durchführte. Muršili konnte aber die Städte Aripša und Dukkama erobern. Nachdem sich Dukkama ergeben hatte, gliederte Muršili 3.000 Fußsoldaten und Streitwagenkämpfer aus Ḫajaša in seine Armee ein. In der Festung Ḫalimana konnte der Großkönig die Freilassung von 1000 hethitischen Gefangenen erreichen. Es kam jedoch zu keiner dauerhaften Eroberung von Ḫajaša, vermutlich blieben die hethitischen Eroberungen auf das Tiefland beschränkt und die Bergfestungen konnten nicht eingenommen werden.

## Gesellschaftsstruktur
Zur Zeit Šuppiluliumas I. wurde Ḫajaša durch mehrere Häuptlinge beherrscht. Sie befehligten Fußtruppen und Streitwagenkämpfer (CTH 42, §32). Es gab auch Städte im Gebiet von Ḫajaša, zumindest eine davon, Dukkama, wurde von einem Ältestenrat (LÚ MEŠŠU.GI) regiert, wie auch Städte im benachbarten Išuwa. Dies lässt auf eine beträchtliche Selbständigkeit der lokalen Häuptlingen schließen, deren Autorität sich vielleicht vor allem auf nomadische Bevölkerungsteile im Gebirge erstreckte.
Gemäß dem Vasallenvertrag (CTH 42) zwischen Ḫuqqana mit Šuppiluliuma I. heiratete Ḫuqqana eine Schwester Šuppiluliumas, wodurch er Mitglied seines Hofes wurde. Es ist nicht klar, ob es sich dabei um eine Tochter der Königin oder die einer Konkubine handelte – der Vertrag erwähnt ihre Schwestern aus demselben Mutterleib und aus demselben Samen – wahrscheinlicher ist aber Letzteres. In dem Vertrag betont der Großkönig, wie er Ḫuqqana, vorher „ein niederer Hund“, emporgehoben und wohl an ihm getan habe (CTH 42, §1). In Ḫajaša war es offensichtlich üblich, dass ein Mann mehrere Schwestern heiratete (§25) oder dass Brüder ihre Frauen gemeinsam hatten (§29). Daher wird Ḫuqqana ausdrücklich gegen ein solches Benehmen gewarnt: „In Hatti ist es nicht üblich, dass ein Mann mit seiner Schwester (seiner Frau) oder Base (seiner Frau) schläft… Wer das tut, wird bei uns hingerichtet…“ (§25). Er wird auch davor gewarnt, einer Palastdame zu nahe zu treten – wenn er eine Palastdame oder auch nur eine Dienerin kommen sehe, soll er sie nicht ansprechen, sondern ihr eilig aus dem Weg treten und weiten Abstand wahren (§27). Als Warnung wird die Geschichte des Marija berichtet, der eine Magd nur ansah und deshalb auf Befehl von Tudḫalija II., dem Vater Šuppiluliumas, der dies aus einem Fenster beobachtet hatte, hingerichtet wurde. Während in Ḫajaša Polygamie üblich war, war es im hethitischen Reich nur gestattet, neben der Ehefrau Konkubinen zu halten (§29). Ḫuqqana musste sich daher von seiner Frau aus Azzi scheiden, als er die Schwester des Großkönigs ehelichte.
Ḫuqqana wird auch angewiesen, seine Tochter von Marija scheiden zu lassen und dem „Bruder“ zu geben. Djakonow nimmt an, dass Marija ein Häuptling von Azzi war. Er geht davon aus, dass die sororale Polygynie mit einer Reziprozität in der nächsten Generation verbunden war, womit die Nachkommen des Marija ein Anrecht auf die Töchter des hethitischen Großkönigs erworben hätten. Um dies zu verhindern, ordnete Šuppiluliuma I. die Scheidung an. Dies macht allerdings nur Sinn, wenn der erwähnte „Bruder“ kein Bruder des Marija war. Djakonow nimmt an, dass vielleicht ein Bruder des Šuppiluliuma gemeint ist, im Gegensatz zu Friedrich, der davon ausgeht, dass ein Bruder von Marija gemeint ist.

## Wirtschaft
Die Lebensgrundlage in Ḫajaša bildete der Ackerbau, der Vasallenvertrag des Ḫuqqana erwähnt Dreschplätze, Felder und Wingerte sowie Rinder und Schafe (CTH 42, §37). Auch die nomadische Viehzucht dürfte bedeutend gewesen sein.

## Ḫajaša und Armenien
Herzfeld will Ḫajaša mit Hayk gleichsetzen. Eine Verbindung von Ḫajaša mit dem armenischen Nationalhelden Hayk wird schon lange diskutiert, nach Maciej Popko lässt sich diese „nicht ausschließen“, aber auch „mangels einer Etymologie des Namens nicht beweisen.“

## Herrscher
Ḫajaša wurde von mehreren Häuptlingen beherrscht.
Überliefert sind:
- Karanni oder Lānni, König von Ḫajaša (mKAR--an-ni-iš oder La-a-an-ni-iš LUGAL KUR URUḪa-ia-ša) zur Zeit von Tudḫalija III.
- Marija, Mann von Ḫajaša, zur Zeit von Tudḫalija II.
- Ḫuqqana, Mann von Ḫajaša, zur Zeit von Šuppiluliuma I.
- Andaratli von Azzi zur Zeit von Šuppiluliuma I.
- Annija, König, Herr von Ḫajaša, Sohn des Marija, zur Zeit von Muršili II.
- Mutti, Mann von Ḫalimana, Bote der Leute von Azzi, zur Zeit von Muršili II.

## Städte und Befestigungen
- Aripša war eine befestigte Stadt auf einer Insel, entweder in einem See oder im Schwarzen Meer.
- Ḫalimana war eine Stadt. Mutti von Ḫalimana verhandelte mit dem Hethiterkönig Muršili II., worauf dieser den Krieg gegen Azzi beendete.
- Dukkama war eine befestigte Stadt in Azzi, regiert von einem Ältestenrat
- Ura war eine befestigte Grenzfestung von Azzi auf einem steilen Felsen.[15]